# Carlsbad (cràter)
Carlsbad és un cràter sobre la superfície de (951) Gaspra, situat amb el sistema de coordenades planetocèntriques a 29.7 ° de latitud nord i 88.8 ° de longitud est. Fa un diàmetre de 0.5 km. El nom va ser fet oficial per la UAI l'any 2003 i fa referència a Karlovy Vary, una ciutat a Txèquia amb balneari.